# The Sufferer and the Witness
The Sufferer & the Witness – czwarty album amerykańskiego zespołu melodic hardcore Rise Against, wydany 4 lipca 2006.

## Lista utworów
1. „Chamber the Cartridge” – 3:35
2. „Injection” – 3:19
3. „Ready to Fall” – 3:47
4. „Bricks” – 1:30
5. „Under the Knife” – 2:45
6. „Prayer of the Refugee” – 3:19
7. „Drones” – 3:01
8. „The Approaching Curve” – 3:44
9. „Worth Dying For” – 3:20
10. „Behind Closed Doors” – 3:15
11. „Roadside” – 3:21
12. „The Good Left Undone” – 4:10
13. „Survive” – 3:40